# 曲嘎寺 (定日县)
曲嘎寺，位于西藏自治区日喀则市定日县绒辖乡，是一座藏传佛教寺院。

## 简介
曲嘎寺是位于西藏自治区日喀则市定日县绒辖乡的一座藏传佛教寺院。其位置在绒辖乡仓木坚村以南，左木德村以东。地处绒辖曲东岸。曲嘎寺以南有海拔7134米的高峰赤仁玛。